# スラ川
スラ川（スラがわ、ロシア語: Сура́、チュヴァシ語: Сăр、ラテン文字表記: Sura、エルジャ語: Сура лей）は、ロシアの河川で、ヴォルガ川右岸の支流のひとつ。ペンザ州東部に発し、モルドヴィア共和国、ウリヤノフスク州、チュヴァシ共和国、ニジニ・ノヴゴロド州を経てヴォルガ川中流に合流する。長さ841kmのうち合流点から394kmは航行可能な部分である。流域面積は67,500平方kmにおよぶ。
ペンザ市、アラトゥイリ（Alatyr）、シュメルリャ（Shumerlya）、ヤドリン（Yadrin）などが沿岸の主要都市である。ヴォルガ川との合流点にはヴァシルスルスク（Vasilsursk）の町がある。

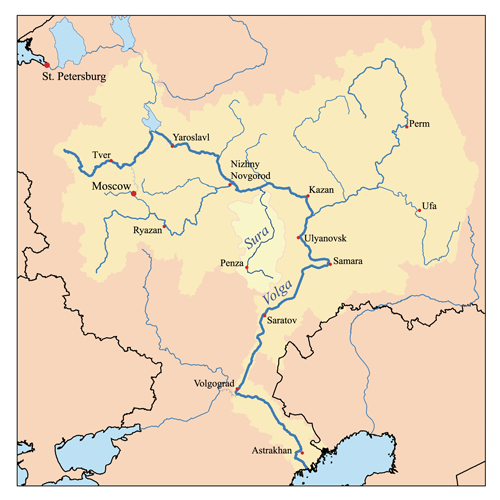
スラ川流域